# Tsaraphycis philippella
Tsaraphycis philippella är en fjärilsart som beskrevs av Pierre E.L. Viette 1970. Tsaraphycis philippella ingår i släktet Tsaraphycis och familjen mott. Inga underarter finns listade i Catalogue of Life.